# 南ベトナムの指導者
南ベトナムの指導者は、1948年から1976年にかけて存在したサイゴンを首都とするベトナム人国家の国家元首（国長・大統領・主席）、及び首相の一覧である。

## ベトナム臨時中央政府（1948年5月27日 - 1949年6月14日）

### 首相
| 氏名                   | 就任           | 辞任           | 備考                       |
| グエン・ヴァン・スアン | 1948年 5月27日 | 1949年 6月14日 | ベトナム国成立前の暫定政府 |

## ベトナム国（1949年6月14日 - 1955年10月26日）

### 国長
|   | 氏名               | 就任           | 辞任            | 所属                     | 備考                                                           |
| 1 | バオ・ダイ         | 1949年 6月14日 | 1955年 4月30日  | 無所属                   | 1950年1月21日まで首相職も兼任。                                |
| 2 | ゴ・ディン・ジエム | 1955年 4月30日 | 1955年 10月26日 | 国民救済戦線（連立政権） | 代理。1955年ベトナム国民投票に基づいて国家体制を共和制へ転換。 |

### 首相
|   | 氏名                 | 就任           | 辞任            | 所属           | 備考                              |
| 1 | バオ・ダイ           | 1949年 6月14日 | 1950年 1月21日  | 無所属         | 無し                              |
| 2 | グエン・ファン・ロン | 1950年 1月21日 | 1950年 4月26日  | ???            | 無し                              |
| 3 | チャン・バン・フー   | 1950年 4月27日 | 1952年 6月6日   | 無所属         | 無し                              |
| 4 | グエン・バン・タム   | 1952年 6月6日  | 1953年 12月17日 | ベトナム国民党 | 無し                              |
| 5 | ブ・ロク             | 1954年 1月12日 | 1954年 6月16日  | 無所属         | 無し                              |
| 6 | ファン・フイ・クアト | 1954年 6月16日 | 1954年 6月26日  | 大越国民党     | 代理                              |
| 7 | ゴ・ディン・ジエム   | 1954年 6月26日 | 1955年 10月26日 | 国民救済戦線   | 1955年4月30日からは国長職も兼任。 |

## ベトナム共和国（1955年10月26日 - 1975年4月30日）

### 大統領
|    | 氏名                         | 就任           | 辞任           | 所属                  | 備考                                                                                   |
| 1  | ゴ・ディン・ジエム           | 1955年10月26日 | 1963年11月2日  | カンラオ党            | 1961年大統領選挙で再選。                                                               |
| 2  | ズオン・バン・ミン （第1期） | 1963年11月2日  | 1964年1月30日  | 軍人                  | 1963年クーデターによって革命軍事委員会委員長へ就任。                                   |
| 3  | グエン・カーン （第1期）     | 1964年1月30日  | 1964年2月8日   | 軍人                  | 無し                                                                                   |
| 4  | ズオン・バン・ミン （第2期） | 1964年2月8日   | 1964年3月16日  | 軍人                  | 無し                                                                                   |
| 5  | グエン・カーン （第2期）     | 1964年3月16日  | 1964年8月27日  | 軍人                  | 無し                                                                                   |
| 6  | 暫定指導委員会               | 1964年8月27日  | 1964年9月8日   | 軍人                  | ズオン・バン・ミン、グエン・カーン、 チャン・ティエン・キエムによる三頭体制            |
| 7  | ズオン・バン・ミン （第3期） | 1964年9月8日   | 1964年10月26日 | 軍人                  | 暫定指導委員会委員長                                                                   |
| 8  | ファン・カク・スー           | 1964年10月26日 | 1965年6月14日  | カオダイ教系無党派    | 国家評議会議長                                                                         |
| 9  | グエン・バン・チュー         | 1965年6月14日  | 1975年4月21日  | 軍人 国家社会民主戦線 | 1967年まで国家指導委員会委員長。1967年大統領選挙により民政化。1971年大統領選挙で再選。 |
| 10 | チャン・バン・フォン         | 1975年4月21日  | 1975年4月28日  | カトリック系無党派    | 代理                                                                                   |
| 11 | ズオン・バン・ミン （第4期） | 1975年4月28日  | 1975年4月30日  | 軍人 民族和解勢力     | 代理                                                                                   |

### 首相
|    | 氏名                              | 就任           | 辞任           | 所属               | 備考 |
| 1  | グエン・ゴク・ト                  | 1963年11月4日  | 1964年1月30日  | 仏教系無党派       | 無し |
| 2  | グエン・カーン（第1期）           | 1964年2月8日   | 1964年8月29日  | 軍人               | 無し |
| 3  | グエン・スアン・オアイン（第1期） | 1964年8月29日  | 1964年9月3日   | 官僚               | 代理 |
| 4  | グエン・カーン（第2期）           | 1964年9月3日   | 1964年11月4日  | 軍人               | 無し |
| 5  | チャン・バン・フォン（第1期）     | 1964年11月4日  | 1965年1月28日  | カトリック系無党派 | 無し |
| 6  | グエン・スアン・オアイン（第2期） | 1965年1月28日  | 1965年2月15日  | 官僚               | 代理 |
| 7  | ファン・フイ・クアト              | 1965年2月15日  | 1965年6月8日   | 大越革命党         | 無し |
| 8  | グエン・カオ・キ                  | 1965年6月19日  | 1967年10月31日 | 軍人               | 無し |
| 9  | グエン・バン・ロク                | 1967年10月31日 | 1968年5月17日  | 軍人               | 無し |
| 10 | チャン・バン・フォン（第2期）     | 1968年5月28日  | 1969年9月1日   | カトリック系無党派 | 無し |
| 11 | チャン・ティエン・キエム          | 1969年9月1日   | 1975年4月4日   | 軍人               | 無し |
| 12 | グエン・バ・カン                  | 1975年4月4日   | 1975年4月24日  | 民主党             | 無し |
| 13 | ヴー・ヴァン・マウ                | 1975年4月28日  | 1975年4月30日  | 民族和解勢力       | 無し |

## 南ベトナム共和国臨時革命政府（1969年6月8日 – 1976年7月2日）
- 南ベトナム共和国#政府参照。